# Ptychadena uzungwensis
Ptychadena uzungwensis és una espècie de granota que viu a Angola, Burundi, República Democràtica del Congo, Malawi, Moçambic, Ruanda, Sud-àfrica, Tanzània, Zàmbia i Zimbàbue.